# Kratsche (Volk)
Die Kratsche sind ein Volk in Ghana, die auch Krache, Krachi, Krakye oder Guang genannt werden.
In Ghana leben zwischen 58.000 und 60.000 Kratsche im Zentrum des Landes in der Nähe von Kete Krachi, einem Ort am Volta-Stausee.
Die Kratsche gehören zur Nord-Guang-Sprachgruppe aufgrund ihrer Sprache Krache.